# Trance 80's Vol 4
Trance 80's Vol. 4 gavs ut 28 april 2003 som en dubbel-CD av Polystar Records.

## Låtlista

### CD 1
1. Special D. Come With Me (3:12)
2. Scooter Weekend! (3:36)
3. Bad Boys DJ Team For Your Love (3:12)
4. EV Sound Live Is Life (4:00)
5. Experience Five Live To Tell (4:22)
6. DJ K Rainy Daze (I Like Chopin) (3:20)
7. S-Boys Reality (3:22)
8. Axel Coon Close To You (3:45)
9. Talla 2XLC Can You Feel The Silence (3:53)
10. Candice We Belong (3:49)
11. Beat Factory Nothing's Gonna Change My Love 4 U (3:22)
12. X-Perience It's A Sin (Groove Coverage Short Mix) (3:32)
13. Treysa Stay (3:40)
14. Task Force vs. DJ Steve L Without You (3:50)
15. 4 Clubbers Hymn (2:19)
16. Candice Words (3:25)
17. DJ Alone We Are Raving (Todd Diver Vs. Special D Remix Cut) (3:02)
18. Legato Living On Video (3:28)
19. Base Unique Voyage Voyage (3:20)
20. Love Jam Love Jam (5:59)

### CD 2
1. Queen vs. Vanguard Flash (3:18)
2. Sinema Keep Me Hangin' On (3:41)
3. Kid Q This Feeling (3:46)
4. Novaspace Dancing With Tears In My Eyes (3:41)
5. Another World State Of The Heart (3:39)
6. Beetle Juice Day-O (The Banana Song) (3:29)
7. DJ Dave Stand By Me (3:41)
8. Scotty vs. Full Gainer Everything I Do (I Do It For You) (3:59)
9. Amber White Self Control (3:34)
10. Mythos & Watergate A Neverending Dream (3:21)
11. Lazard 4 O'Clock In The Morning (DJ's @ Work Edit) (3:39)
12. Roxane I Wanna Dance With Somebody (3:58)
13. Mr. Vinx Living On My Own (3:11)
14. Allan McLoud vs. Fraser Silent Running (4:03)
15. Davina Passion (3:34)
16. Power Plant New High Energy 2003 (3:38)
17. Marco I Like Chopin (3:52)
18. Off-Cast Project Get Ready For This (3:01)
19. Blizzard Brothers Thunderstruck (3:52)
20. D.Sign meets STC (2) People Are People (3:37)